# Zenvo Aurora
Zenvo Aurora — спортивний автомобіль обмеженого виробництва, який випускається датським виробником автомобілів Zenvo Automotive. Його було анонсовано 14 березня 2023 року, а представлено в серпні. Це наступник TS1 GT, це перша гібридна модель компанії. Aurora буде доступна в двох варіантах. Aurora Tur — це повнопривідна модель, яка більше орієнтована на дорогу, тоді як Aurora Agil — варіант із заднім приводом, орієнтований на трек. Буде побудовано 50 одиниць кожного варіанту, а до 2026 року заплановано 100 одиниць.

## Історія

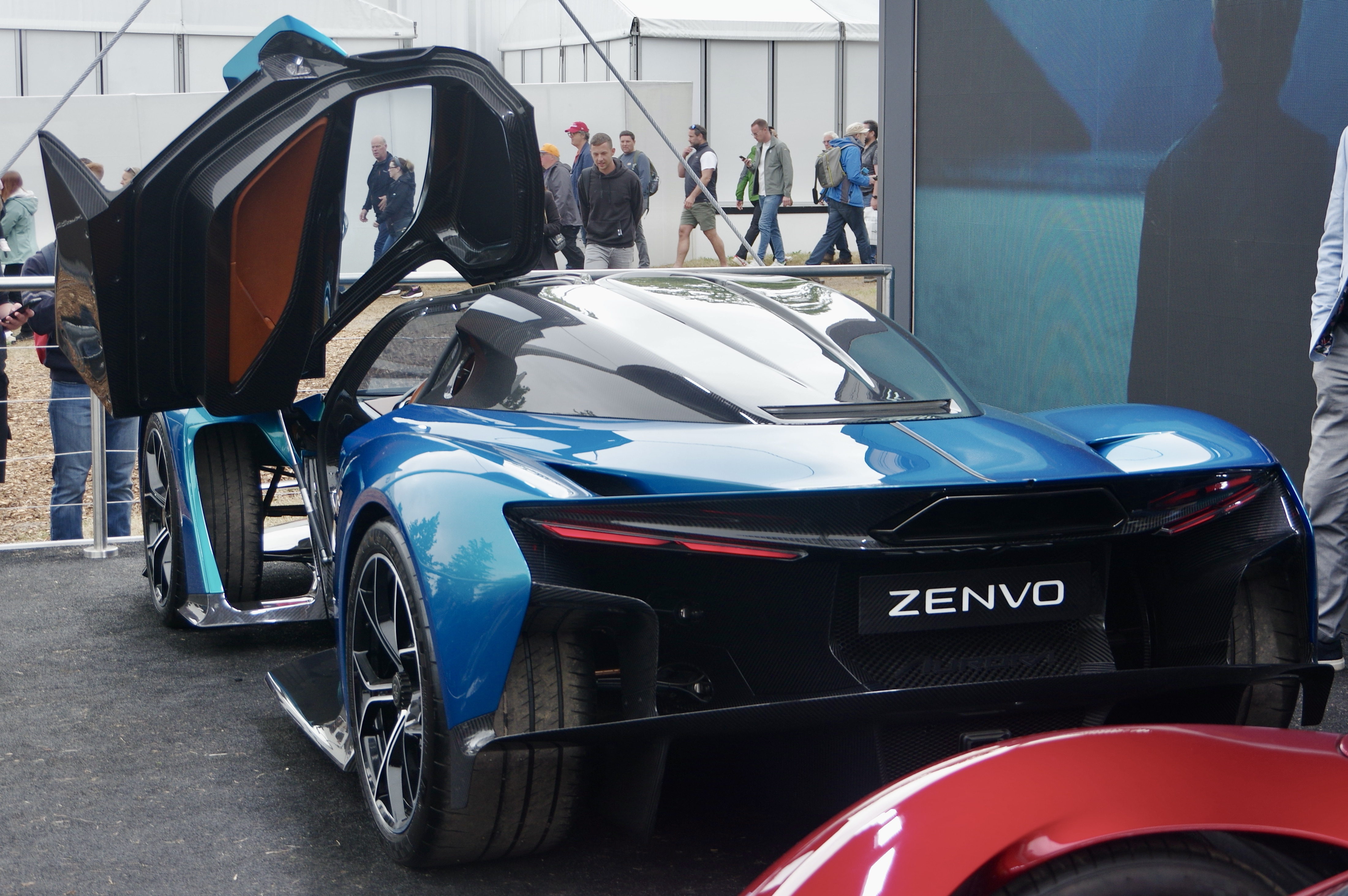

29 серпня 2022 року Zenvo оголосила про розробку гібридного гіперавтомобіля. 14 березня 2023 року вони оголосили про запуск «Аврори». 11 липня Zenvo оголосила, що Aurora буде представлена 18 серпня. Виробництво автомобіля планується обмежити 100 одиницями.

## Технічні характеристики
Aurora оснащена 6,6-літровим двигуном Mjølner з чотирма турбонаддувами V12, розробленим компанією Mahle Powertrain, який видає 1250 к.с. тільки від двигуна, а також 3 електродвигуни, що виробляють 600 к.с. Загальна вихідна потужність становить 1850 к.с. і 1700 Нм крутного моменту. Двигун розвиває до 9800 об/хв. Він має 7-ступінчасту гібридну автоматичну коробку передач з пелюстковими перемикачами.